# Cruz Roja
El Movimiento Internacional de la Cruz Roja y de la Media Luna Roja, comúnmente conocido como la Cruz Roja (Internacional) o la Media Luna Roja (Internacional), es un movimiento humanitario mundial de características particulares y únicas en su género, por su relación particular con base en convenios internacionales con los Estados y organismos internacionales por un fin verdaderamente humanitario. Está integrada por:
- Comité Internacional de la Cruz Roja (CICR).
- Federación Internacional de Sociedades de la Cruz Roja y de la Media Luna Roja (FICR).
- 192[3] Sociedades Nacionales de la Cruz Roja y la Media Luna Roja.

Los componentes del movimiento, aunque conservan su independencia en los límites del estatuto del movimiento, actúan siempre de conformidad con sus principios fundamentales y colaboran entre sí en el desempeño de sus tareas respectivas y para realizar su misión común.
Los componentes del movimiento se reúnen con los estados partes en los Convenios de Ginebra del 27 de julio de 1929 o del 12 de agosto de 1949 en la conferencia internacional de la Cruz Roja y de la Media Luna Roja (en adelante: la conferencia internacional).
El Comité Internacional de la Cruz Roja (CICR) siempre ha tenido un reconocido papel en el desarrollo y la promoción del Derecho Internacional Humanitario (DIH). Consciente de los retos que conlleva su pleno respeto, el CICR creó en 1996 un servicio de asesoramiento en Derecho Internacional Humanitario a fin de fortalecer su capacidad de prestar servicios a los estados en esa materia abarcando medidas concretas y necesarias para la implementación de los Convenios de Ginebra y sus Protocolos adicionales, los diversos tratados sobre armas, el Estatuto de Roma de la Corte Penal Internacional y otros tratados pertinentes.
La Cruz Roja también es el emblema inicial del Movimiento. La cruz roja, junto con la media luna roja y el cristal rojo sobre fondo blanco, son emblemas humanitarios reconocidos oficialmente por casi la totalidad de países del mundo y su uso está enmarcado en el Derecho Internacional Humanitario, por lo que deben ser respetados en toda circunstancia, para que sea posible desarrollar las labores humanitarias en los desastres y conflictos armados.

## Fundación

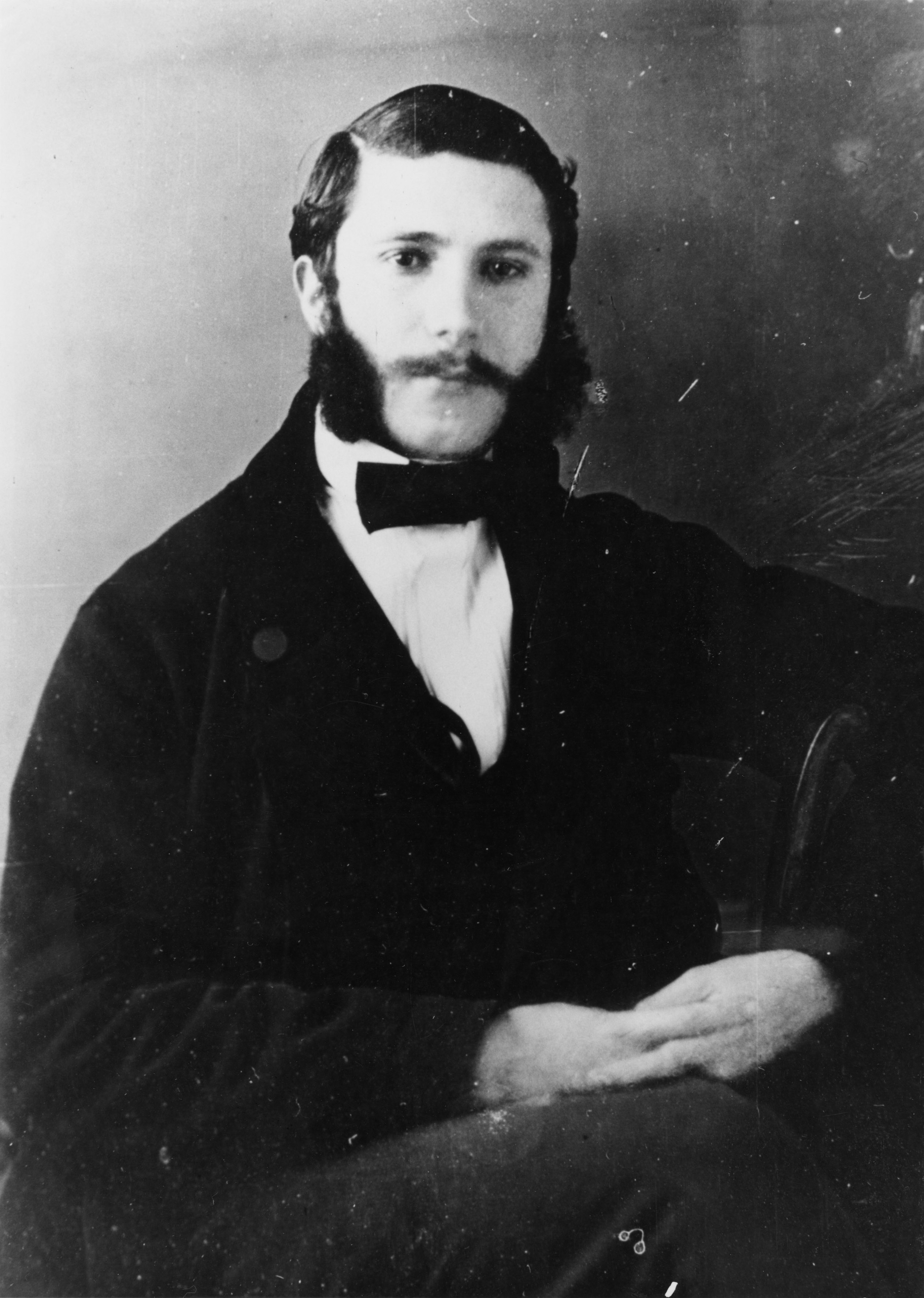
Henry Dunant, fundador de la Cruz Roja

El banquero suizo Henry Dunant (1828-1910), mientras estaba dedicado a sus negocios en Argelia, viajó al norte de Italia muy cerca de Solferino (Italia), el mismo día en que allí se enfrentaban los ejércitos austriaco, francés y piamontés. Al anochecer, sobre el escenario de la batalla de Solferino, el 24 de junio de 1859, yacían 40 000 hombres prácticamente abandonados a su suerte.
Dunant vio cómo morían los heridos sin asistencia y, ayudado por gente de los pueblos cercanos, se dedicó a socorrerlos: convenció a la población local para que atendiese a los heridos, sin fijarse en qué bando del conflicto estaban, usando el lema Tutti fratelli (Todos hermanos) acuñado por las mujeres de la cercana ciudad de Castiglione dello Stiviere (provincia de Mantua).
Había quedado impresionado. Filántropo, formado y emprendedor, el recuerdo le llevó a concebir formas de paliar situaciones parecidas, y tres años después publicó sus reflexiones. En un libro llamado Un recuerdo de Solferino, Dunant plantea la idea germinal de lo que serán las futuras sociedades de la Cruz Roja. Escribió, textualmente «cuya finalidad será cuidar de los heridos en tiempo de guerra por medio de voluntarios entusiastas y dedicados, perfectamente calificados para su trabajo».
Desde un primer momento, Dunant concibió las sociedades como entes neutrales, dispuestos a prestar ayuda humanitaria a quien la necesitara, independientemente de su raza, nacionalidad o creencias. Su idea la recogieron cuatro miembros de la Sociedad Ginebrina de Utilidad Pública que, junto con él, impulsaron el proyecto hasta la constitución formal en 1863 del Comité Internacional de la Cruz Roja, antecedente inmediato de lo que más adelante conformaría el Derecho Internacional Humanitario.
Un año después, el Comité Internacional de la Cruz Roja logró, con el apoyo del Gobierno Suizo, convocar a una conferencia diplomática en la que doce estados firmaron el Primer Convenio de Ginebra. En él se acordó:
1. Proteger a los militares heridos en campaña.
2. El carácter neutral y protección del personal sanitario y de los hospitales militares.
3. La adopción del emblema de la Cruz Roja sobre fondo blanco como símbolo protector.
4. El establecimiento de un comité permanente que se denominó "Comité Internacional de la Cruz Roja".
5. La promoción internacional de sociedades de socorro.

En su homenaje cada año, el 8 de mayo, fecha de nacimiento de Henry Dunant, se celebra el Día Mundial de la Cruz Roja.
El 13 de junio de 2012 la Cruz Roja fue galardonada con el premio Príncipe de Asturias de Cooperación Internacional.

## Antecedentes e historia del emblema
1591: San Camilo de Lellis fundó a la congregación de los Hermanos Ministros de los Enfermos y Mártires de la Caridad y los envió a los campos de batalla. La “cruz roja” en los hábitos de los hijos de San Camilo brilló en los campos de batalla como signo de fraternidad desde 260 años antes del nacimiento de la Cruz Roja Internacional, 
1859: Antes del siglo XIX, los símbolos utilizados para identificar a los servicios médicos de las fuerzas armadas variaban en función del país de origen. Los símbolos no eran ampliamente conocidos, raras veces se respetaban y no tenían derecho a ninguna forma de protección jurídica.
En la segunda mitad del siglo XIX, la rápida evolución de la tecnología de las armas de fuego ocasionó un dramático incremento del número de muertos y de heridos en tiempo de guerra.
El 24 de junio de 1859, la guerra de la unificación de Italia se hallaba en su punto álgido. Henry Dunant, un ciudadano suizo, realizaba un viaje privado que lo llevó a la ciudad de Solferino. Allí, fue testigo del sufrimiento de más de 45 000 soldados muertos o heridos, abandonados en el campo de batalla.
De regreso en Ginebra, Henry Dunant comenzó a escribir un libro, en el que propuso mejorar significativamente la asistencia que se presta a las víctimas de guerra.
1862: En 1862, se publicó el libro Recuerdo de Solferino, que contenía dos propuestas:
establecer, en tiempo de paz y en todos los países, grupos de voluntarios que prestasen ayuda a las víctimas en los campos de batalla;
lograr que los países aceptasen proteger a los voluntarios socorristas y a los heridos en el campo de batalla.
La primera propuesta fue el origen de las Sociedades Nacionales, que existen actualmente en 186 países, y la segunda dio lugar a los Convenios de Ginebra, hoy firmados por 194 Estados.

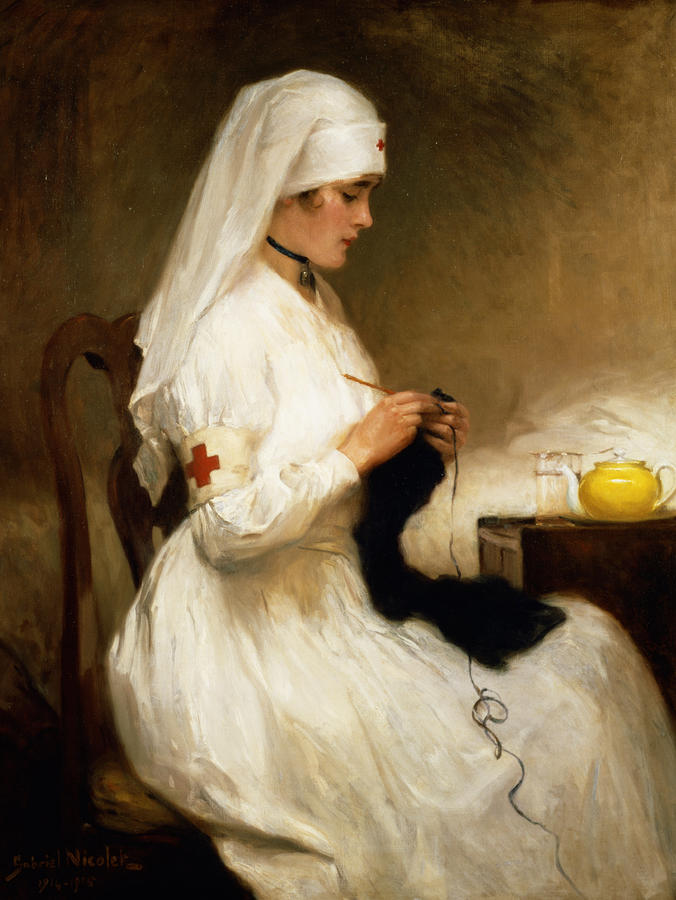
Retrato de una enfermera de la Cruz Roja por Gabriel Niconet (Suiza, 1856-1921)

1863: El 17 de febrero de 1863, un comité formado por cinco miembros, el futuro Comité Internacional de la Cruz Roja (CICR), se reunió para estudiar las propuestas de Dunant.
Uno de sus objetivos principales era adoptar un único signo distintivo, que contara con respaldo jurídico, para indicar la obligación de respetar a los servicios médicos de las fuerzas armadas, a los voluntarios socorristas de las sociedades que prestaban servicios de primeros auxilios y a las víctimas de los conflictos armados.
El símbolo debía ser sencillo, identificable a distancia, conocido por todos e idéntico para amigos y adversarios. El emblema debía ser el mismo para todos y reconocible a nivel universal.
El 26 de octubre de 1863, se convocó la primera Conferencia Internacional, que contó con la presencia de los delegados de catorce gobiernos.
Además de adoptar diez resoluciones y prever el establecimiento de sociedades de socorro a los militares heridos (las futuras Sociedades Nacionales de la Cruz Roja y, más adelante, de la Media Luna Roja), la Conferencia Internacional también adoptó la cruz roja sobre fondo blanco como emblema distintivo uniforme.
1864: En agosto de 1864, la Conferencia Diplomática, convocada con el fin de transformar las resoluciones adoptadas en 1863 en normas convencionales, adoptó el primer Convenio de Ginebra.
Así nació el derecho internacional humanitario moderno.
En el primer Convenio de Ginebra, se eligió la cruz roja sobre fondo blanco como emblema distintivo único, que conjugaba los colores invertidos de la bandera suiza, de donde era originario Dunant y a la vez, incluía al antecedente de la cruz roja en el pecho del hábito de los camilianos.
Puesto que el símbolo debía reflejar el principio de neutralidad de los servicios médicos de las fuerzas armadas y la protección que se les confería, el emblema adoptado se creó invirtiendo los colores de la bandera suiza. Se compone de una cruz de 5 cuadrados de color rojo sobre fondo blanco. Actualmente, el logotipo está reconocido internacionalmente sin que pueda ser utilizado de forma libre. Cualquier entidad que quiera disponerlo, debe cumplir con los principios fundamentales de Cruz Roja tal como refleja el reglamento de uso del emblema
El estatuto neutral permanente de Suiza ya se había establecido firmemente en la práctica desde hacía varios años, y había sido confirmado por los tratados de Viena y París en 1815. Por otra parte, la bandera blanca era y sigue siendo el signo distintivo del parlamentario o de quien se rinde; abrir fuego contra quien enarbola esa bandera de buena fe es un acto inaceptable.
El símbolo elegido ofrecía las ventajas de ser un signo fácil de confeccionar y reconocible a distancia por sus colores contrastados.
1876-1878: Durante la guerra entre Rusia y Turquía, el Imperio Otomano declaró que utilizaría el símbolo de la media luna roja sobre fondo blanco, en lugar de la cruz roja. Si bien respetaban el símbolo de la cruz roja, las autoridades otomanas consideraban que la naturaleza misma de la cruz roja hería las susceptibilidades de los soldados musulmanes.
Se aceptó el signo de la media luna roja a título provisional, mientras durase la guerra.
1929: Tras la Primera Guerra Mundial, se convocó la Conferencia Diplomática de 1929, con la finalidad de revisar los Convenios de Ginebra. Las delegaciones de Turquía, Persia y Egipto solicitaron el reconocimiento de la media luna roja y del león y sol rojos. Tras prolongados debates, la Conferencia aceptó reconocerlos como emblemas distintivos adicionales a la cruz roja pero, a fin de evitar la proliferación de emblemas, limitó la autorización a los tres países que ya los utilizaban.
Los tres emblemas distintivos gozan de igual estatuto en el marco de los Convenios de Ginebra.
1936-1939: Durante la guerra civil española, la Cruz Roja Internacional es acusada por el Bando Nacional de falta de neutralidad.
1949: La Conferencia Diplomática convocada en 1949 para revisar los Convenios de Ginebra tras la Segunda Guerra Mundial analizó tres propuestas orientadas a solucionar la cuestión de los emblemas:
una propuesta neerlandesa, encaminada a adoptar un nuevo símbolo único;
la recomendación de volver al signo único de la cruz roja;
una propuesta israelí con miras a reconocer un nuevo emblema, el escudo rojo de David, que los servicios sanitarios de las fuerzas armadas israelíes usaban como signo distintivo.
Estas tres propuestas fueron rechazadas.
La Conferencia expresó su oposición a la proliferación de emblemas protectores. La cruz roja, la media luna roja y el león y sol rojos siguieron siendo los únicos emblemas reconocidos.
1980: La República Islámica de Irán anunció que renunciaba a su derecho de usar el león y sol rojos y que emplearía en el futuro la media luna roja como signo distintivo. Sin embargo, se reservó el derecho de volver a usar el del león y sol rojos si se reconocían nuevos emblemas.
1992: Tras la decisión de 1949, continuó el debate acerca de los emblemas. Varios países y sus sociedades de socorros seguían interesados en utilizar los emblemas nacionales, o la cruz y la media luna juntas. En la década de 1990, también se plantearon preocupaciones acerca de la neutralidad de la cruz roja o de la media luna roja, en el contexto de ciertos conflictos complejos. En 1992, el entonces presidente del CICR hizo un llamamiento público en favor de la creación de un nuevo emblema desprovisto de cualquier connotación nacional, política o religiosa. 
1999: La Conferencia Internacional de la Cruz Roja y de la Media Luna Roja celebrada en 1999 hizo suya la propuesta de organizar un grupo de trabajo mixto sobre los emblemas, integrado por Estados y Sociedades Nacionales, con vistas a encontrar una solución global y duradera que fuese aceptable para todas las partes en cuanto al fondo y al procedimiento.
2000: El grupo de trabajo reconoció el profundo apego que la mayoría de los Estados y de las Sociedades Nacionales tenía a los emblemas de la cruz roja y de la media luna roja. Por consiguiente, la única posibilidad de lograr una solución ampliamente aceptada era reconocer un emblema protector adicional, exento de toda connotación nacional, política o religiosa.
El diseño del nuevo emblema debía permitir que las Sociedades Nacionales que lo utilizaran pudiesen insertar en el mismo: 
una cruz o una media luna,
una cruz y una media luna juntas,
cualquier otro símbolo que estuviese en uso y que hubiese sido comunicado al Estado depositario de los Convenios de Ginebra y al CICR.

Los emblemas oficiales

2005: En diciembre de 2005, durante la Conferencia Diplomática celebrada en Ginebra, los Estados adoptaron el Protocolo III adicional a los Convenios de Ginebra, por el que se creó un emblema adicional a la cruz roja y la media luna roja. El nuevo emblema, conocido como el cristal rojo, resuelve varias cuestiones que preocuparon al Movimiento durante años, entre otras:
La posibilidad de que los países que no desean adoptar ni la cruz roja ni la media luna roja puedan, sin embargo, integrarse en el Movimiento como miembros plenos, mediante el uso del cristal rojo.
La posibilidad de utilizar la cruz roja y la media luna roja juntas.
Sin embargo y a pesar de que se anunciaba como un cambio de logotipo a medio plazo, hoy en día ha quedado descartada la idea por diversas controversias internas. Además, el emblema con la cruz está siendo aceptado cada vez más en los lugares donde se resistían asimilándolo a la cruz latina del cristianismo, a pesar de las diferencias evidentes.
2006: En junio de 2006, se celebró en Ginebra una Conferencia Internacional de la Cruz Roja y de la Media Luna Roja con el objeto de modificar los Estatutos del Movimiento para reflejar la creación del nuevo emblema.
Desde su creación hasta el año 2006 el Comité Internacional de la Cruz Roja (CICR) le negó el reconocimiento al Maguén David Adom por rehusarse a reemplazar la estrella de David roja por la cruz roja. Las razones corresponden a la conferencia de la Convención de Ginebra de 1929 que identificó solo tres símbolos (cruz roja, media luna roja, y león y sol rojo) y prohibió el uso de otros en el futuro (la estrella roja de David fue remitida al CICR en 1931).
Con la aprobación de un tercer emblema en diciembre del 2005 Maguén David Adom estuvo en condiciones de contar con la aprobación del CICR e ingresar a la Federación Internacional de Sociedades de la Cruz Roja y de la Media Luna Roja. El 22 de junio de 2006, MDA fue reconocido por el ICRC y admitido como miembro pleno.
2007: El 14 de enero de 2007, entró en vigor el Protocolo adicional III a los Convenios de Ginebra de 1949 (seis meses después de su ratificación por los dos primeros países). Esto completa el proceso de establecimiento de un emblema adicional para uso de los Gobiernos y el Movimiento Internacional de la Cruz Roja y de la Media Luna Roja.

## Principios fundamentales

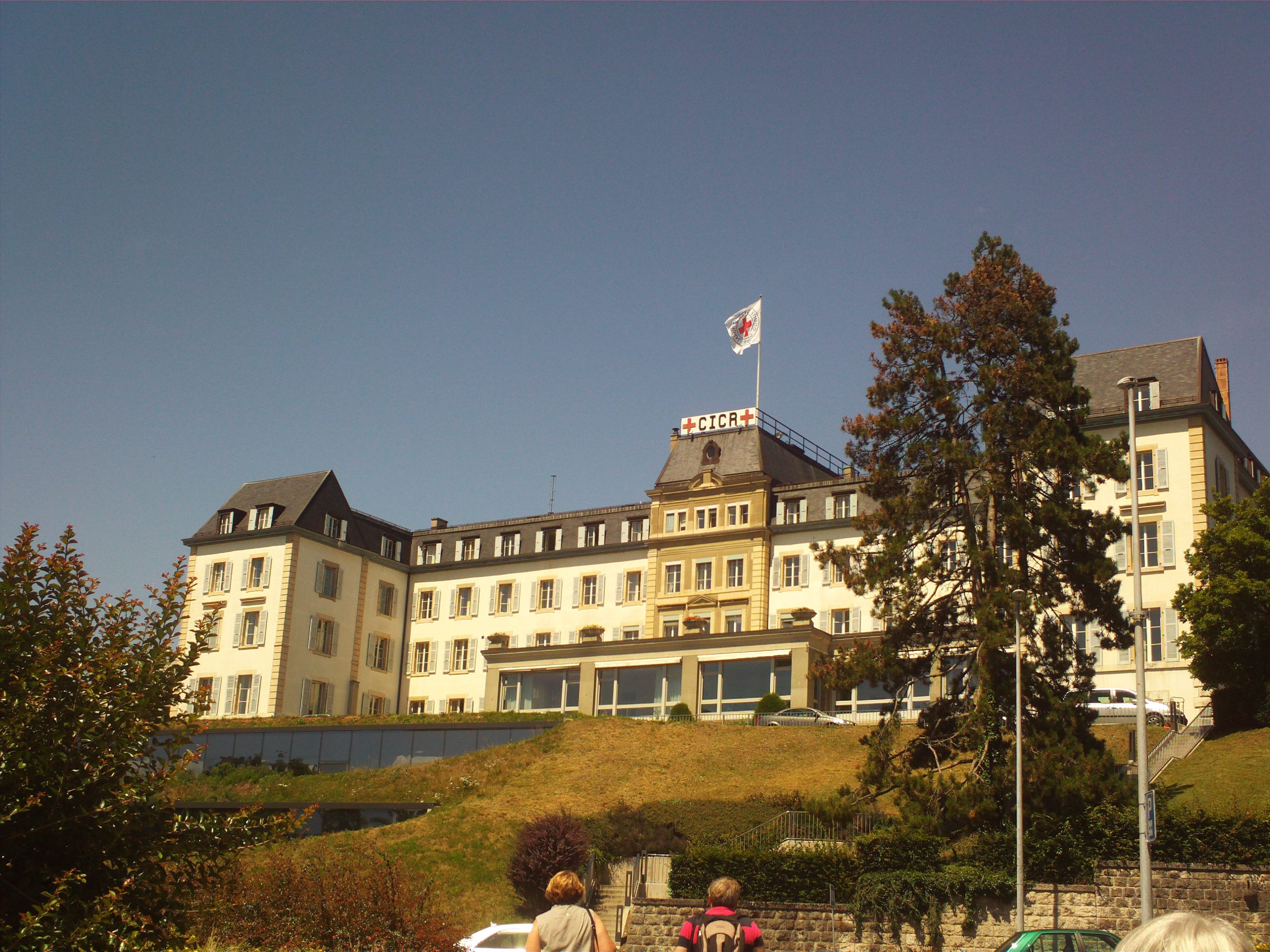
Sede de la Cruz Roja en Ginebra, Suiza

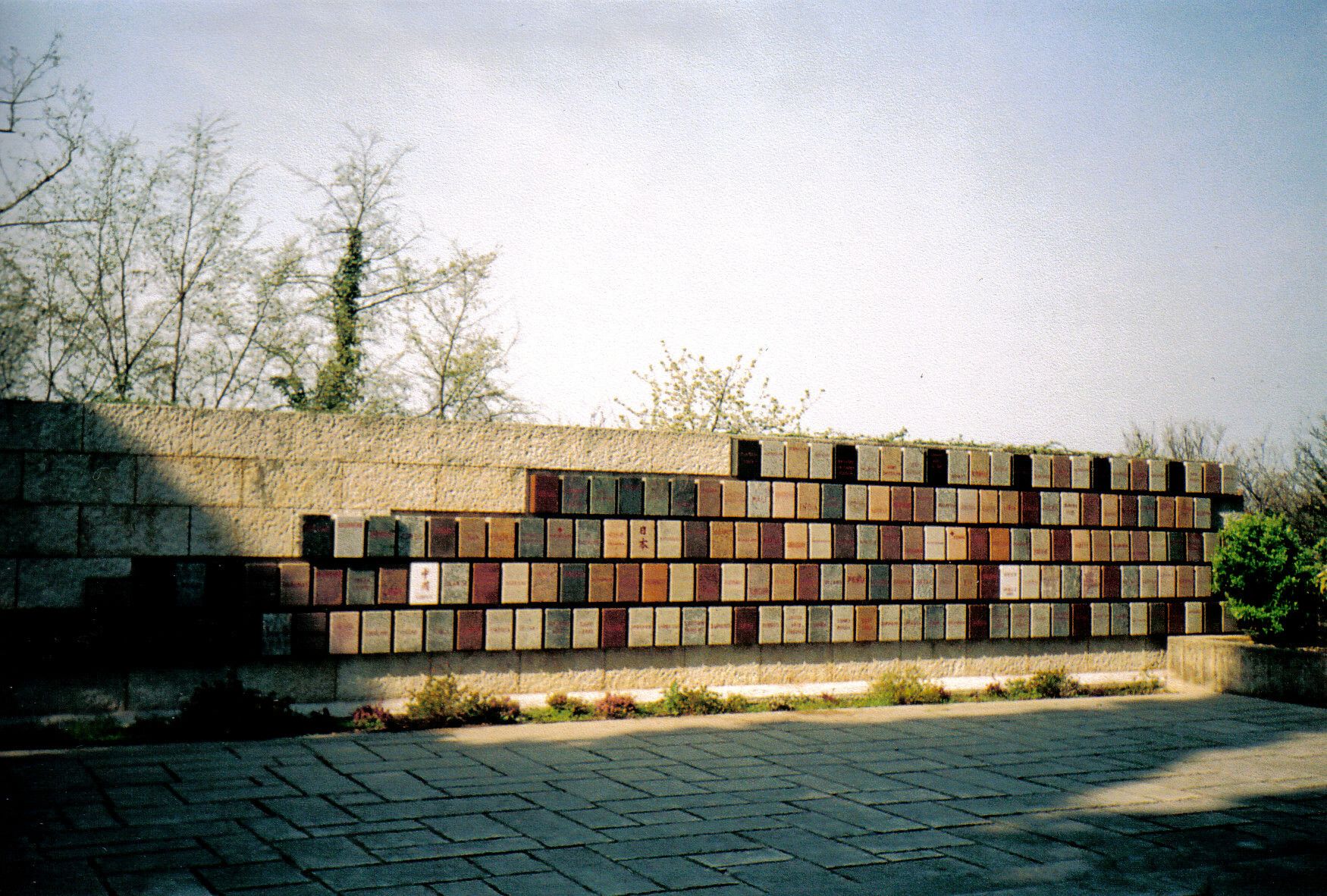
Memorial de la Cruz Roja en Solferino

El Movimiento Internacional de la Cruz Roja y de la Media Luna Roja realiza su labor bajo siete principios fundamentales que rigen las actuaciones de esta organización, creando un vínculo de unión entre las Sociedades Nacionales de la Cruz Roja y de la Media Luna Roja, el CICR y la FICR.
Los Principios Fundamentales garantizan la continuidad del Movimiento de la Cruz Roja y de la Media Luna Roja y su labor humanitaria.
- Humanidad: El Movimiento Internacional de la Cruz Roja y de la Media Luna Roja, al que ha dado nacimiento la preocupación de prestar auxilio, sin discriminación, a todos los heridos en los campos de batalla, se esfuerza, bajo su aspecto internacional y nacional, en prevenir y aliviar el sufrimiento de los hombres en todas las circunstancias. Tiende a proteger la vida y la salud, así como a hacer respetar a la persona humana. Favorece la comprensión mutua, la amistad, la cooperación y una paz duradera entre todos los pueblos.
- Imparcialidad: No hace ninguna distinción de nacionalidad, raza, religión, condición social ni credo político. Se dedica únicamente a socorrer a los individuos en proporción con los sufrimientos, remediando sus necesidades y dando prioridad a las más urgentes.
- Neutralidad: Con el fin de conservar la confianza de todos, se abstiene de tomar parte en las hostilidades y, en todo tiempo, en las controversias de orden político, racial, religioso e ideológico.
- Independencia: El Movimiento es independiente. Auxiliares de los poderes públicos en sus actividades humanitarias y sometidas a las leyes que rigen los países respectivos, las Sociedades Nacionales deben, sin embargo, conservar una autonomía que les permita actuar siempre de acuerdo con los principios del Movimiento.
- Voluntariado: Es un movimiento de socorro, es voluntario y de carácter desinteresado.
- Unidad: En cada país solo puede existir una Sociedad de la Cruz Roja o de la Media Luna Roja, que debe ser accesible a todos y extender su acción humanitaria a la totalidad del territorio.
- Universalidad: El Movimiento Internacional de la Cruz Roja y de la Media Luna Roja, en cuyo seno todas las Sociedades tienen los mismos derechos y el deber de ayudarse mutuamente, es universal.

## Funciones
Cada Sociedad Nacional de la Cruz Roja, como auxiliar del estado en el ámbito humanitario, tiene funciones acordes a las necesidades del país o responsabilidades que otorgan los estados y estas pueden ser:

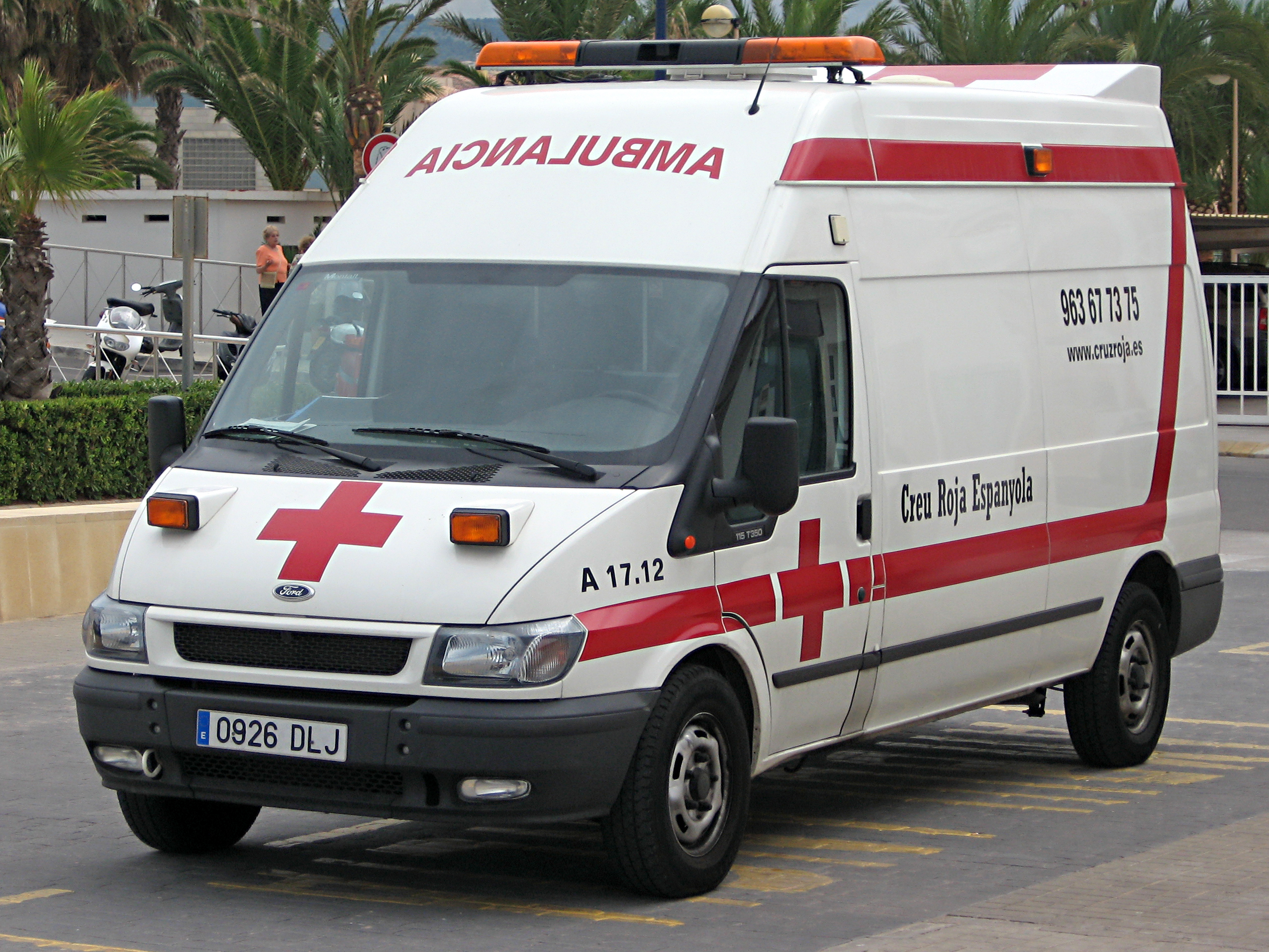
Una ambulancia de la Cruz Roja en Valencia, España

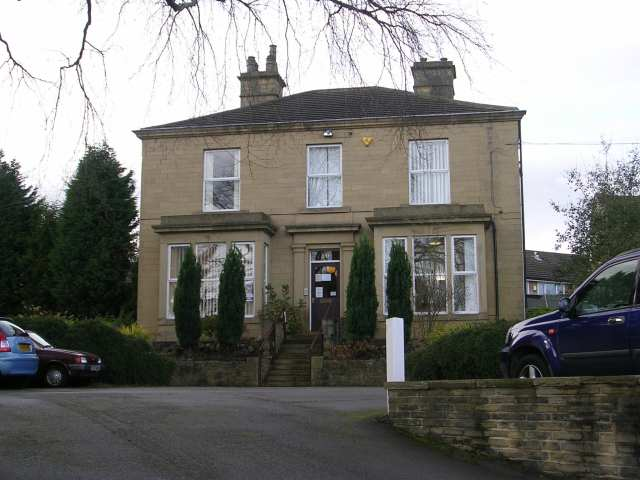
Sede de la Cruz Roja del Reino Unido en Thackley.

### Promoción de los principios fundamentales y valores humanitarios
- Campañas de prevención de enfermedades.
- Mensajes familiares y mensajes de buena salud.
- Campañas para promover el respeto a la diversidad y la dignidad humana, reducir la intolerancia, la discriminación y la exclusión social.
- Apoyo a las áreas de juventud.

### Intervención en casos de desastre
- Búsqueda y rescate.
- Atención prehospitalaria.
- Abastecimiento de agua.
- Alojamiento temporal de personas necesitadas.

### Preparación para desastres
- Campañas de recolección de ropa, juguetes y alimentos.
- Solicitud de medicamentos.
- Capacitación a la comunidad en gestión de riesgos.
- Primeros auxilios.
- Donaciones voluntarias.

### Mejora de los servicios de salud en la comunidad
- Donación de sangre.
- Servicio de ambulancias.
- Hospitales e instituciones de formación.
- Servicios médicos, Psicológicos, odontológicos y sexuales.
- Apoyo social y acompañamiento al adulto mayor, niños y en general a personas vulnerables.
- Apoyo en las emergencias y catástrofes a los poderes públicos.

Las personas que integran la Cruz Roja no reciben dinero como sueldo, pues son voluntarios (excepto técnicos, por ejemplo, un socorrista que trabaja todo el día en la playa). Trabajan para evitar el sufrimiento humano, y por el bienestar de todos.
Además, para evitar incidentes, ninguna persona que sea remunerada por su acción en Cruz Roja puede acceder a puestos políticos en la jerarquía de la institución.

## Algunas actividades de voluntariado

### Operación Paso del Estrecho
La Operación Paso del Estrecho es un grupo especial en el que participan voluntarios de la Cruz Roja para ofrecer ayuda social, ayuda médica y actividades lúdicas en la guardería a los más de 1000 inmigrantes africanos que cruzan el Estrecho de Gibraltar durante las vacaciones de verano para volver a su país de origen. Los turnos de sus voluntarios se realizan de mañana, tarde o noche; cada uno de 5 horas, durante tres semanas. Preferiblemente, durante dos semanas a principios de invierno y otra al final.[cita requerida]

## Controversia

### Uso del emblema de la CICR en la Operación Jaque

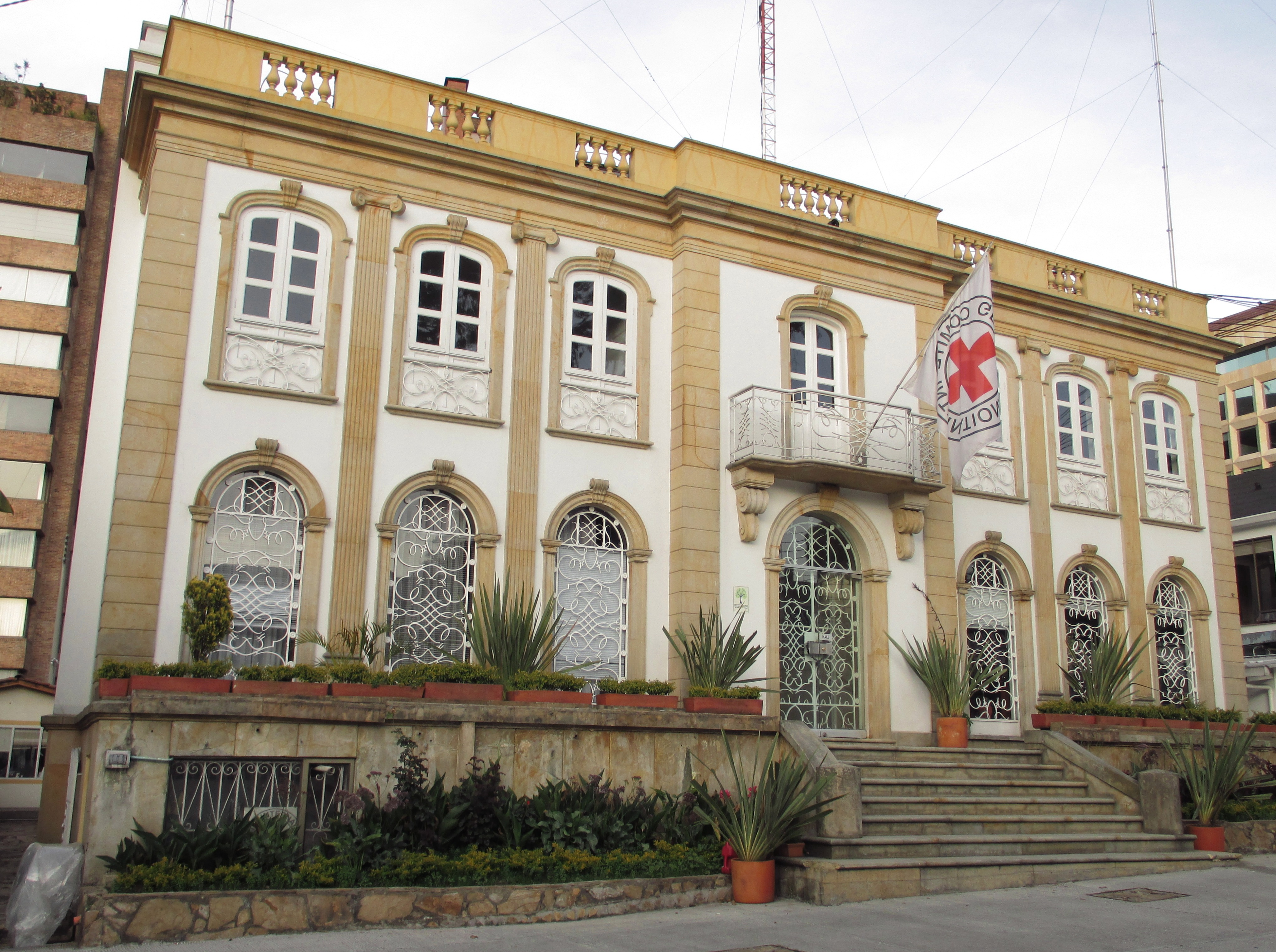
Sede de la Cruz Roja en el norte de Bogotá, la capital de Colombia.

La Operación Jaque fue un operativo militar colombiano, en el cual se pretendía el rescate de Íngrid Betancourt, 3 mercenarios estadounidenses, 4 policías y 7 militares; la polémica se desató cuando la cadena de noticias CNN declaró que los militares habían usado el emblema de la Cruz Roja durante la operación.
La polémica acabó cuando el presidente admitió el hecho y asumió su responsabilidad política. En un comunicado de prensa, el CICR afirma haber tomado nota de la declaración hecha por el presidente colombiano para recordar que el uso del emblema «está específicamente reglamentado por los Convenios de Ginebra y sus Protocolos adicionales». El Comité Internacional de Cruz Roja pidió respeto y condenó el «uso abusivo» de sus insignias.[cita requerida]
Con referencia al uso del emblema, varios medios de comunicación recordaron que según las normas del Derecho Internacional Humanitario, su empleo en operaciones que no sean humanitarias se considera "perfidia" porque constituye una violación de los Convenios de Ginebra. Debe además ser sancionado en los tribunales internacionales como "Crimen de guerra".[cita requerida]

## Fechas importantes para el Movimiento

Edificio de la Cruz Roja en Guayaquil, Ecuador.

- 1859 Batalla de Solferino (24 junio)
- 1862 Se publica "Recuerdo de Solferino"
- 1863 Comité Internacional de la Cruz Roja (17 febrero)
- 1864 Primer Convenio de Ginebra
- 1867 Primera Conferencia Internacional de la Cruz Roja
- 1901 Henry Dunant, primer laureado con el Nobel de la Paz.
- 1917 Premio Nobel de la Paz CICR
- 1919 Federación Internacional de Sociedades de la Cruz Roja y la Media Luna Roja (5 mayo)
- 1944 Premio Nobel de la Paz CICR
- 1949 Cuatro Convenios de Ginebra (12 de agosto)
- 1963 Premio Nobel de la Paz CICR y FICR
- 1965 Proclamación de los Principios Fundamentales
- 1977 Primer y Segundo Protocolos adicionales a lo Convenios de Ginebra.
- 1990 Estatuto de observador de la ONU del CICR
- 1994 Estatuto de observador de la ONU de la FICR
- 1996 Creado el Servicio de Asesoramiento en Derecho internacional humanitario
- 2005 Tercer Protocolo adicional a los convenios de Ginebra.
- 2012 Premio Príncipe de Asturias de Cooperación Internacional.